# 安謙
安謙（1529年—？），字汝光，號槐林，直隸廣平府成安縣人，儒籍，明朝政治人物。

## 生平
嘉靖三十一年（1552年）壬子科順天府鄉試第六名舉人。嘉靖三十二年（1553年）中式癸丑科會試第三百八名，三甲第二百七十名進士。兵部观政，初知山东樂安縣，調吴縣，升南户部主事，嘉靖三十九年以南京振武營兵變罷歸，年甫三十，屢薦不出。

## 家族
曾祖安通；祖父安賢；父安繼勣，母常氏；繼母韓氏。重庆下。弟安詳、安諾。